# Tri Sinar
Tri Sinar is een bestuurslaag in het regentschap Lampung Timur van de provincie Lampung, Indonesië. Tri Sinar telt 1970 inwoners (volkstelling 2010).